# Artlenburg
Artlenburg – miasto (niem. Flecken) położone w niemieckim kraju związkowym Dolna Saksonia, w powiecie Lüneburg. Należy do (niem. Samtgemeinde) gminy zbiorowej Scharnebeck.

## Położenie geograficzne
Artlenburg leży ok. 14 km na północ od Lüneburga i 4 km na zachód od Lauenburg/Elbe z powiatu Herzogtum Lauenburg w kraju związkowym Szlezwik-Holsztyn.
Od wschodu sąsiaduje z gminą Hohnstorf (Elbe), od południowego wschodu z gminą Echem, od południa z gminą Brietlingen, od zachodu graniczy z gminą Tespe z gminy zbiorowej Elbmarsch w powiecie Harburg. Od północy przez Łabę graniczy z gminą Schnakenbek w urzędzie Lütau w powiecie Herzogtum Lauenburg w Szlezwiku-Holsztynie.
Teren gminy ogranicza na północy rzeka Łaba, na wschodzie przecina gminę zbudowany w 1976 sztuczny Kanał Boczny Łaby (niem. Elbe-Seitenkanal), który tu łączy się z rzeką Łabą. Po drugiej stronie kanału pozostaje osiedle Artlenburg-Ost.

## Historia
Archeologiczne wykopaliska wskazują, iż już w pierwszych wiekach naszej ery występował w tym miejscu bród, służący do przeprawy przez Łabę przy niskim stanie wody. Bród ten stanowił dogodne miejsce do przeprawy na tzw. starym szlaku solnym (niem. alte Salzstraße) z Magdeburga przez Lüneburg do Lubeki. W miejscu wzniesiono na prawym brzegu gród Ertheneburg, w celu obrony szlaku przed atakami Słowian. 1181 gród został zniszczony. Na przeciwległym brzegu pozostał gród Nova Ertheneburg, później Artlenburg.
Najstarszym zapiskiem, wymieniającym nazwę miejscowości, jest tzw. Przywilej Artlenburski (niem. Artlenburger Privileg) wydany przez Henryka Lwa w 1161, określający wpływy kupców skandynawskich i saksońskich na terenach dolnej Łaby.

## Zabytki
Fundamenty kościoła Św. Mikołaja mają już ponad 1 000 lat i przypominają katedrę z nieodległego Bardowicku. Nawa kościelna pochodzi z 1833 z bardzo rzadko spotykanym ołtarzem, który jest usytuowany na podłużnej ścianie a nie na szczytowej, do czego jesteśmy przyzwyczajeni. Innym zabytkowym obiektem w Artlenburgu jest młyn holenderski, którego budowa rozpoczęła się w 1831.

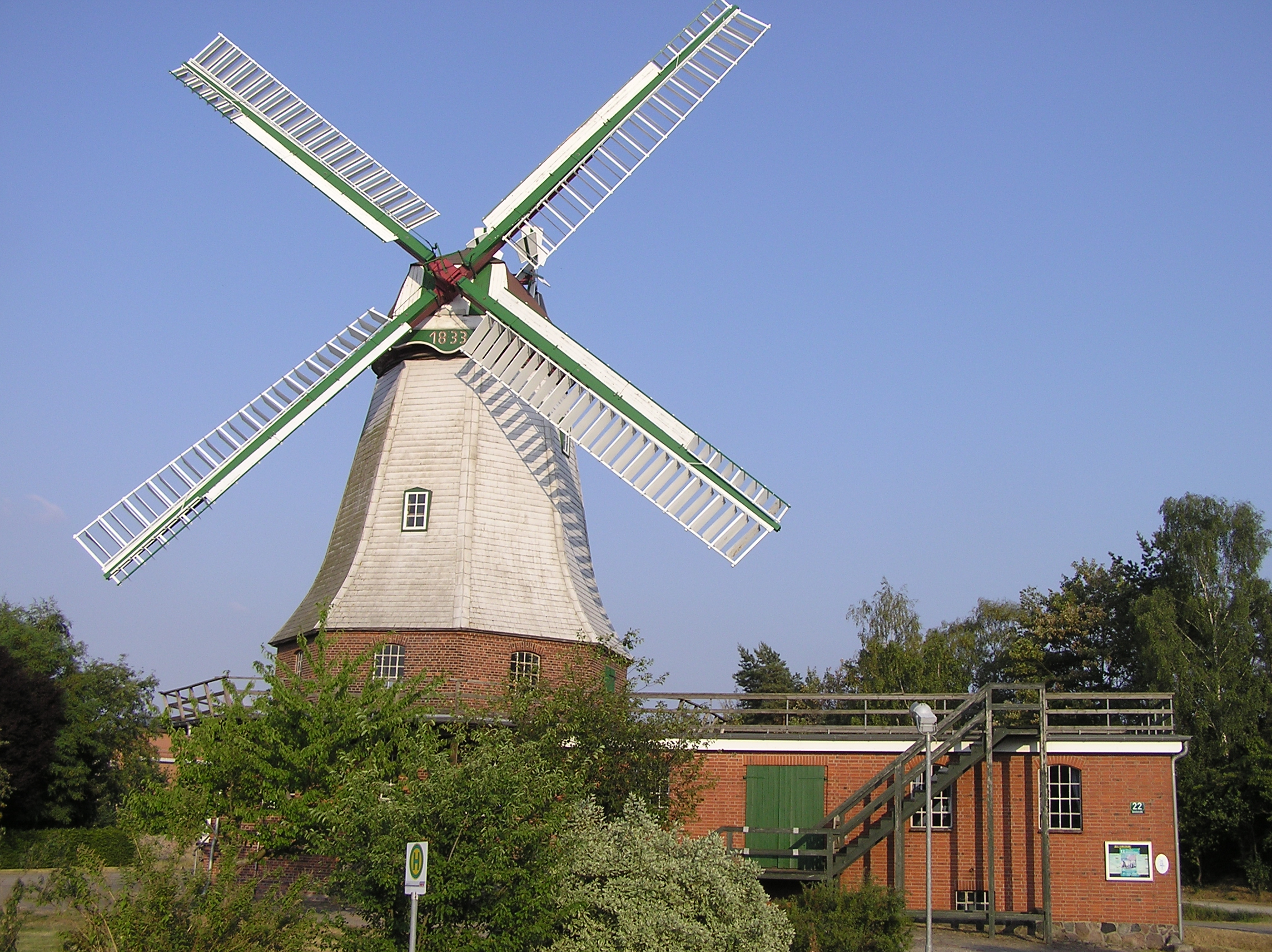
Jeden z symboli Artlenburga: ośmioboczny wiatrak w stylu holenderskim

## Komunikacja
Do najbliższej autostrady A39 (dawna A250) w Lüneburgu jest ok. 12 km. Na południowych obrzeżach gminy przebiega droga krajowa B209. Do innej ważnej drogi krajowej B5 w Lauenburg/Elbe jest ok. 6 km.

## Turystyka
W Artlenburgu stworzono w zatoce rzeki Łaby port jachtowy wraz z polem kempingowym oraz z niezbędną infrastrukturą turystyczną.